# Цнори
Цно́ри (груз. წნორი) — город (с 1965, с 17.10.1938 был посёлком городского типа, ранее это было село Сакобосубани) в Сигнахском муниципалитете Грузии.
Расположен в Алазанской долине на реке Алазани.
По переписи 2014 года население составляет 4815 жителей. Национальный состав — в основном, грузины, хотя в городе есть русский квартал.

## Этимология
Название города произошло от грузинского слова цнори, что на русский язык переводится как «ива», так как в этом месте росло большое количество этих деревьев.

## Экономика и быт
Жители занимаются виноградарством, животноводством и рыбоводством. Ранее здесь работали механический, консервный, лакокрасочный, асфальтный и 5 винных заводов.
В городе есть пять школ. В Цнори был свой футбольный клуб «Милан».

## Упоминания
Цнори упоминается как запасной аэродром в фильме Георгия Данелия «Мимино».